# Kateřina Čedíková
Kateřina Čedíková (*14. prosince 1981, Klatovy) je česká šachová mezinárodní mistryně (WIM). Je členkou oddílu ŠK Sokol Klatovy.

## Tituly
V roce 2004 získala titul WIM.

## Soutěže jednotlivkyň
Je dvojnásobnou mistryní České republiky v šachu (2003 a 2009) a navíc má dvě bronzové medaile z let 2001 a 2002. Na mistrovství České republiky v rapid šachu získala jednu dvě bronzové medaile (2001 a 2006).

## Soutěže družstev
Dvakrát reprezentovala Českou republiku na šachových olympiádách žen, čtyřikrát na Mistrovství Evropy družstev žen a dvakrát na Mitropa Cupu žen.

### Šachové olympiády žen
Na dvou šachových olympiádách žen získala pro družstvo České republiky celkem 11 bodů z 20 partií.
| Rok  | Olympiáda | Místo  | Deska | ELO  | Počet bodů | Odehráno partií | pořadí na šachovnici | pořadí družstvo |
| ---- | --------- | ------ | ----- | ---- | ---------- | --------------- | -------------------- | --------------- |
| 2004 | 36.       | Calvià | 3.    | 2263 | 6,5        | 11              | 25.                  | 28.             |
| 2006 | 37.       | Turín  | 2.    | 2232 | 4,5        | 9               | 55.                  | 10.             |

### Česká šachová extraliga
V České šachové extralize odehrála jednu partii v sezóně 2006/07 v družstvu ŠK Sokol Plzeň I - INGEM.
| Sezona  | Klub                     | Elo  | Deska | Počet bodů | Odehráno partií | Procentuální úspěšnost |
| ------- | ------------------------ | ---- | ----- | ---------- | --------------- | ---------------------- |
| 2006/07 | ŠK Sokol Plzeň I - INGEM | 2184 | 13.   | 0,0        | 1               | 0,0 %                  |